# Ковальчук, Юлия Олеговна
 Ю́лия Оле́говна Ковальчу́к (после замужества — Чумако́ва; род. 12 ноября 1982, Волжский) — российская певица и телеведущая. Бывшая солистка поп-группы «Блестящие» (2001—2008).

## Биография
Родилась 12 ноября 1982 года в городе Волжский Волгоградской области.
Мать была преподавателем в политехническом техникуме, а отец — главным конструктором проектного института. В детстве занималась гимнастикой и хореографией. Окончила музыкальную школу по классу гитары. С семнадцати лет Юлия Ковальчук выступала в собственном коллективе эстрадного танца «Элит».
После окончания школы поступила в Московский государственный университет культуры и искусств на отделение эстрадного танца.

### «Блестящие»
В 2001 году Ковальчук приняли в подтанцовку группы «Блестящие». В том же году продюсеры коллектива предложили ей занять место Ольги Орловой, покинувшей группу годом ранее. Дебютом Ковальчук в группе стала песня «Ау-ау», клип на которую был снят осенью 2001 года. За 6 лет и 4 месяца нахождения Ковальчук в группе было выпущено 3 компакт-диска, записано около 40 песен и снято 9 видеоклипов.
31 декабря 2007 года по истечении контракта покинула группу и занялась сольной карьерой.

### Сольная карьера
С 1 января 2008 года занимается сольной карьерой. Продюсером певицы стал Марат Хайрутдинов. Вместе с композитором Константином Арсеньевым Ковальчук записала дебютную песню «Толкни меня», на которую режиссёром Станиславом Гринёвым позже был снят клип.
Летом 2008 года певица представила композицию «Посмотри мне в глаза», записанную совместно с группой «Чай вдвоём». В начале 2009 года Ковальчук выпустила песню собственного сочинения «Улетай», с которой намеревалась принять участие в национальном отборе на конкурс «Евровидение-2009». В том же году совместно с шоуменом Таиром Мамедовым записала трек под названием «Последний герой».
3 июля 2010 года Ковальчук выпустила композицию «Прямо в сердце», авторами которой выступили Алексей Чумаков и Константин Арсеньев. В конце того же месяца в Риге прошли съёмки видеоклипа на эту песню, режиссёром которого выступил Алексей Голубев. Презентация сингла и клипа состоялась 9 сентября в клубе «Рай». В сентябре Ковальчук стала ведущей нового сезона телепроекта «Минута славы». В феврале 2011 года певица стала лицом бренда «Снежная королева».
1 июля 2014 года вместе с Алексеем Чумаковым представили свой первый совместный видеоклип «В заметки», снятый самостоятельно на небольшую видеокамеру. На премии телеканала «RU TV» клип выиграл в номинации «Сам себе режиссёр».
18 июня 2015 года состоялся релиз дебютного альбома JK 2015. На первый сингл с этого альбома «В дым» был представлен видеоклип, главную роль в котором исполнил участник шоу «Танцы» на ТНТ Михаил Евграфов. Режиссёром видеоролика стал Денис Хрущев.

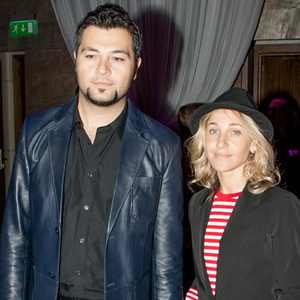
Вместе с Алексеем Чумаковым

## Личная жизнь
С 1 октября 2013 года замужем за певцом Алексеем Чумаковым, с которым она встречалась 5 лет до свадьбы. 12 октября 2017 года у пары родилась дочь Амелия. В июле 2023 года у пары родилась вторая дочь Алисия.

## Дискография

### В составе группы «Блестящие»
- 2002 — За четыре моря
- 2003 — Апельсиновый рай
- 2005 — Восточные сказки

#### Альбомы и сборники, вышедшие после ухода из группы
- 2008 — Одноклассники
- 2016 — Best 20

### Сольный альбом
- 2015 — JK 2015

## Синглы

### В составе группы «Блестящие»
| Год  | Название                                      | Состав                                             |
| ---- | --------------------------------------------- | -------------------------------------------------- |
| 2001 | Ау-ау                                         | И. Лукьянова, Ж. Фриске, К. Новикова, Ю. Ковальчук |
| 2002 | Журавль                                       | И. Лукьянова, Ж. Фриске, К. Новикова, Ю. Ковальчук |
| 2002 | А я всё летала                                | И. Лукьянова, Ж. Фриске, К. Новикова, Ю. Ковальчук |
| 2002 | За четыре моря                                | И. Лукьянова, Ж. Фриске, К. Новикова, Ю. Ковальчук |
| 2003 | Я и ты                                        | И. Лукьянова, Ж. Фриске, К. Новикова, Ю. Ковальчук |
| 2003 | Апельсиновая песня                            | А. Семенович, Ж. Фриске, К. Новикова, Ю. Ковальчук |
| 2004 | Новогодняя песня                              | К. Новикова, Ю. Ковальчук, А. Семенович, Н. Ручка  |
| 2005 | Пальмы парами                                 | К. Новикова, Ю. Ковальчук, А. Семенович, Н. Ручка  |
| 2005 | Брат мой десантник                            | К. Новикова, Ю. Ковальчук, А. Семенович, Н. Ручка  |
| 2005 | Восточные сказки                              | К. Новикова, Ю. Ковальчук, А. Семенович, Н. Ручка  |
| 2005 | Капитан дальнего плавания                     | К. Новикова, Ю. Ковальчук, А. Семенович, Н. Ручка  |
| 2005 | Честно говоря (совместно с Борисом Моисеевым) | К. Новикова, Ю. Ковальчук, А. Семенович, Н. Ручка  |
| 2005 | Как звезда                                    | К. Новикова, Ю. Ковальчук, А. Семенович, Н. Ручка  |
| 2005 | Поверила                                      | К. Новикова, Ю. Ковальчук, А. Семенович, Н. Ручка  |
| 2006 | Агент 007                                     | К. Новикова, Ю. Ковальчук, А. Семенович, Н. Ручка  |
| 2007 | Тили-тесто                                    | К. Новикова, Ю. Ковальчук, Н. Ручка                |

### Сольная карьера
| Год  | Название                         | Альбом |
| ---- | -------------------------------- | ------ |
| 2008 | Толкни меня                      | JK2015 |
| 2008 | Посмотри мне в глаза             |        |
| 2009 | Улетай                           |        |
| 2009 | Твоя подружка                    |        |
| 2009 | Последний герой                  |        |
| 2010 | Я и ты                           | TBA    |
| 2010 | Когда горят                      |        |
| 2010 | Маргарита                        |        |
| 2010 | Позови любя                      |        |
| 2010 | Нарисованная                     |        |
| 2010 | Самураи                          | JK2015 |
| 2010 | Прямо в сердце                   | JK2015 |
| 2011 | Поколение лета                   | JK2015 |
| 2012 | Между нами                       | JK2015 |
| 2013 | Мохито                           | JK2015 |
| 2014 | В заметки (с Алексеем Чумаковым) | JK2015 |
| 2015 | В дым                            | JK2015 |
| 2016 | Стать чужими                     | JK2015 |
| 2016 | Укрощение                        | —      |

## Видеография

### В составе группы «Блестящие»
| Год  | Клип                 | Состав                                             |
| ---- | -------------------- | -------------------------------------------------- |
| 2001 | «Ау-ау»              | И. Лукьянова, Ж. Фриске, К. Новикова, Ю. Ковальчук |
| 2002 | «За четыре моря…»    | Лукьянова, Фриске, Новикова, Ковальчук             |
| 2002 | «А я всё летала»     | Лукьянова, Фриске, Новикова, Ковальчук             |
| 2003 | «Апельсиновая песня» | А. Семенович, Фриске, Новикова, Ковальчук          |
| 2004 | «Новогодняя песня»   | Новикова, Ковальчук, Семенович, Н. Ручка           |
| 2005 | «Пальмы парами»      | Новикова, Ковальчук, Семенович, Ручка              |
| 2005 | «Брат мой десантник» | Новикова, Ковальчук, Семенович, Ручка              |
| 2005 | «Восточные сказки»   | Новикова, Ковальчук, Семенович, Ручка              |
| 2006 | «Агент 007»          | Новикова, Ковальчук, Семенович, Ручка              |

### Сольно
| Год  | Клип                                         | Режиссёр                             |
| ---- | -------------------------------------------- | ------------------------------------ |
| 2008 | «Толкни меня»                                | Станислав Гринев                     |
| 2009 | «Последний герой»                            | Станислав Гринев                     |
| 2010 | «Прямо в сердце»                             | Алексей Голубев                      |
| 2012 | «Между нами»                                 | Александр Филатович                  |
| 2013 | «Мохито»                                     | Филипп Ли                            |
| 2014 | «В заметки» (feat. Алексей Чумаков)          | Денис Хрущёв                         |
| 2015 | «В дым»                                      | Денис Хрущёв                         |
| 2016 | «Стать чужими» (feat. Vova)                  | Денис Хрущев, Александра Чухненко    |
| 2017 | «Потанцуй»                                   | Евгений Курицын                      |
| 2018 | «Включи во мне свет» (feat. Алексей Чумаков) | Алексей Чумаков                      |
| 2019 | «Давай»                                      | Александр Филатович и Юлия Ковальчук |
| 2019 | «Чувствуй»                                   | Катерина Яковлева и Юлия Ковальчук   |
| 2021 | «Пока»                                       | Юлия Ковальчук                       |
| 2021 | «Белый флаг» (feat. Алексей Чумаков)         | Алексей Чумаков                      |

## На телевидении

### Участие в шоу и программах
В 2007 году в паре с Петром Чернышёвым победила в проекте «Танцы на льду. Бархатный сезон».
Осенью 2008 года приняла участие в реалити-шоу «Последний герой. Забытые в раю. 6-й сезон», где заняла второе место.
В 2009 году в паре с Романом Костомаровым победила в проекте «Ледниковый период. Сказочное продолжение».
В 2011 году — участница реалити-шоу «Специальное задание» на Первом канале, дошла до финала и заняла 3-е место, получив звание сержанта ВС РФ; также награждена медалью «За укрепление боевого содружества».
3 октября 2014 года начались съёмки романтической комедии «Срочно выйду замуж» (совместный проект компаний «Art Pictures Studio» и «ВайТ Медиа», где Алексей Чумаков (светский фотограф Стас) и Юлия Ковальчук (редактор-трудоголик Женя) исполняют главные роли.
В 2015 году была приглашена в шоу «Империя иллюзий» на канале СТС, являясь одной из членов жюри в 1 сезоне 5 выпуска.
В 2017 году была гостем выпуска № 19 второго сезона шоу «Импровизация», вышедшего в эфир на канале ТНТ 17 марта 2017 года.
В 2021 году была приглашённой гостьей шоу «Новогодняя маска» на НТВ, в образе Королевы.

### В качестве ведущей
- С 2010 по 2012 год вела вместе с Александром Олешко шоу «Минута славы».
- С 25 марта по 17 мая 2013 года вела вместе с Алексеем Чумаковым шоу «Кто сверху?» на телеканале «Ю».
- С 1 сентября 2010 по 25 мая 2014 года вела на «Детском радио» передачу «Мы талантливы».
- С 2 марта по 8 июня 2014 года вела вместе с Игорем Верником шоу «Один в один!» на канале «Россия-1».
- С 7 сентября по 26 октября 2014 года вела вместе с Алексеем Чумаковым шоу «Наш выход» на канале «Россия-1».
- С 8 февраля по 24 мая 2015 года вела вместе с Игорем Верником 3-й сезон шоу «Один в один!» на канале «Россия-1».
- С 18 апреля 2015 по 3 июня 2017 года выступала в качестве ведущей проекта «Взвешенные люди» на канале «СТС».
- С 6 февраля по 28 мая 2016 года вела вместе с Игорем Верником 4-й сезон шоу «Один в один!» на канале «Россия-1».
- С 26 февраля по 19 марта 2021 года вела вместе с Алексеем Чумаковым шоу «Между нами шоу» на канале «СТС».